# Боровець-при-Карловиці
Боровець-при-Карловиці (словен. Borovec pri Karlovici) — поселення в общині Велике Лаще, Осреднєсловенський регіон, Словенія. 
Висота над рівнем моря: 544,6 м.